# Jason Elliott
Jason Elliott (* 10. November 1975 in Inuvik, Nordwest-Territorien) ist ein kanadischer Eishockeytorwart, der zuletzt für den SC Bietigheim-Bissingen in der 2. Bundesliga spielte.

## Karriere
Seine Laufbahn begann Elliott im nordamerikanischen College-Eishockey. Er wurde an 205. Stelle im achten Durchgang beim NHL Entry Draft 1994 von den Detroit Red Wings gezogen. Er spielte anschließend in den Minor Leagues. In der Saison 2001/2002 war er beim Stanley-Cup-Sieg der Detroit Red Wings als dritter Torwart hinter Dominik Hašek und Manny Legace gesetzt. 2002/03 wechselte Elliott nach Europa, zu TPS Turku in die finnische SM-liiga. Von dort ging der schließlich in die deutsche 2. Bundesliga zum EC Bad Nauheim. 2004/05 wechselte er dann zum SC Bietigheim-Bissingen, für den er bis zur Saison 2006/07 spielte.